# Rutan VariEze
A VariEze könnyű, kacsaszárnyas sportrepülőgép, melyet a kaliforniai feltaláló, Burt Rutan tervezett. Ez a házilag is megépíthető gép széles körben elterjedt. Magyarországon is üzemel néhány példánya.

## Története
Repülőgépet mindenkinek - ezt a célt tűzte ki Burt Rutan. Szokatlan formájú üvegszálas kisrepülőgépeit amatőrök is megépíthetik és repülhetnek vele. 1968 óta a VariEze-en kívül többek között a VariViggent, a Long-EZ-t és a Quickie-t is neki köszönhetjük. Bár mindegyik formabontó, nem túl drágán és könnyen megépíthető.
A VariEze 1975. május 21-én repült először. Ez talán a legismertebb kisrepülőgép a sok közül, amit Burt Rutan fejlesztett ki. Tervei kezdettől fogva lehetővé tették a repülés megszállottjainak, hogy olyan repülőgépet építsenek maguknak, ami üvegszálas kompozitanyagokból és szilárd habból egyszerűen összeragasztható, magas technológiai szintet képvisel, és akár 300 km/h sebességgel körözhet az égbolton. A VariEze alkatrészeinek gyártója az összes szükséges alapanyagot és tartozékot szállítja a szabadidős repülőgép megépítéséhez, beleértve a bonyolultabb szerkezeteket is, mint a kabintető plexiüvegét, az üvegszálas orrkereket, a motorburkolatot és a könnyű két- vagy négyütemű dugattyús motort. A rajzok és az építési útmutató alapján a megfelelő vállalkozó szellemmel rendelkező amatőr igazi VariEze gépet varázsolhat. A házilagos kivitelezést nem mindenki kedveli, ahogy a VariEze forradalmi alakját sem. Aki azonban rászánja magát, és belefog egy VariEze építésébe, ugyanannyit költ rá, mint amennyibe egy felső-közép kategóriás autó kerül.

## Tények és számok
- Egyes Rutan-gépeket oldalt elhelyezett botkormánnyal kell vezetni, mint az F-16-ost.
- A VariEze-t (Model 31) 1975-ben tíz hét alatt építették meg, majd kifogástalan repülést hajtott végre.
- Rutan Defiantja egy nagyobb, négyüléses, kétmotoros gép.
- A Long-EZ tartja a saját építésű gépek távolsági világrekordját. 1981-ben 7725 km-t repült leszállás nélkül
- Ha két ember néhány éven keresztül minden hétvégén moziba megy, egy VariEze árát költik el.
- A Defiant prototípusa a tesztrepülések során elérte a 8535 méteres magasságot.